# Perineura
Perineura är ett släkte av steklar som beskrevs av Hartig 1837. Perineura ingår i familjen bladsteklar.
Släktet innehåller bara arten Perineura rubi.